# 二型叶对囊蕨
二型叶对囊蕨（学名：Deparia dimorphophyllum）也称二型叶假蹄盖蕨，为蹄盖蕨科对囊蕨属下的一个种。